# Katherine Philips

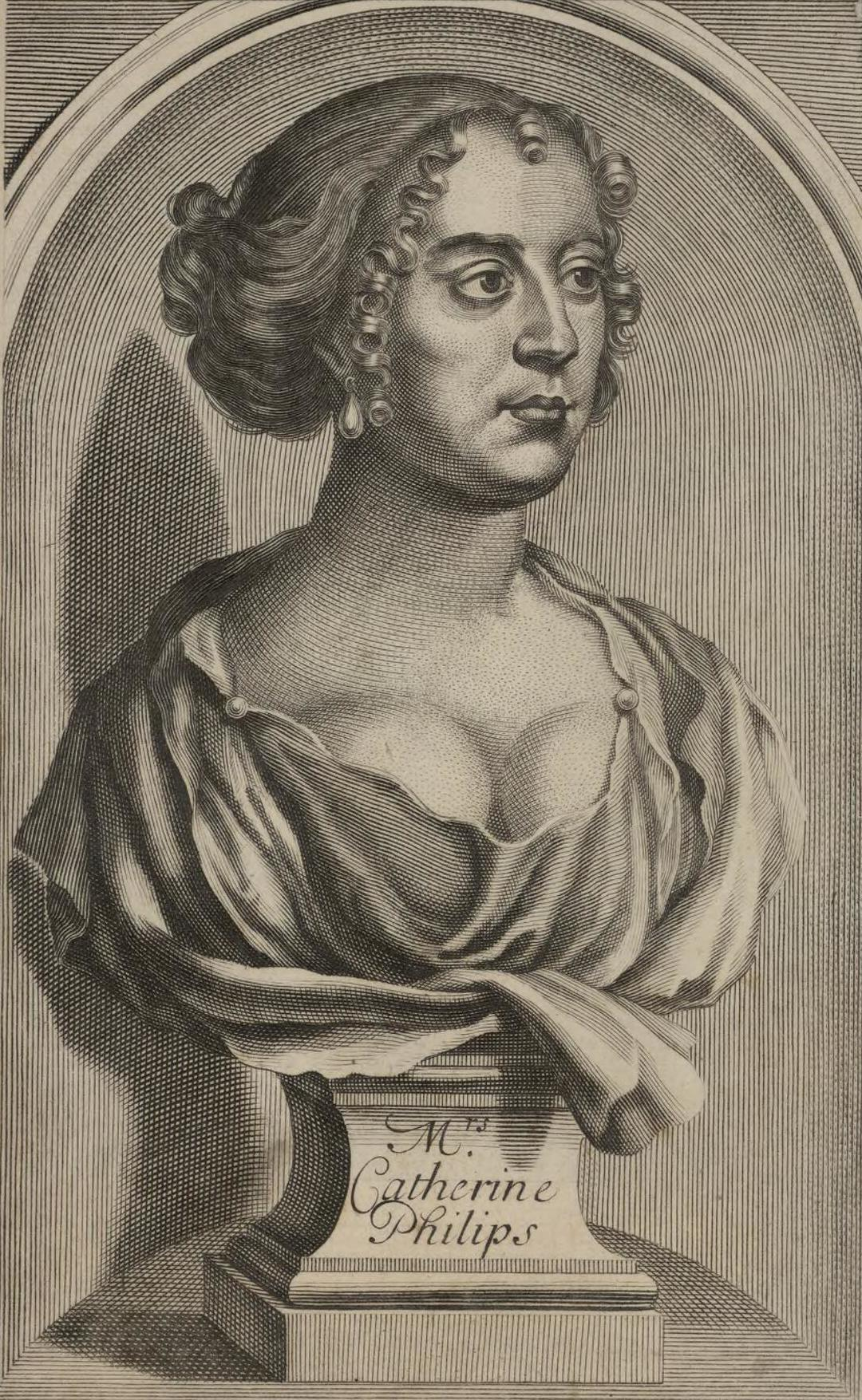
Radierung einer Büste Catherine Philips von William Faithorne, Welsh Portrait Collection, ca. 1670

Katherine oder Catherine Philips (* 1. Januar 1632 in London; † 22. Juni 1664 ebenda), auch genannt The Matchless Orinda, war eine englisch-walisische Dichterin, Übersetzerin und Literatin. Bekannt wurde sie als Übersetzerin von Pierre Corneilles La Mort de Pompée und Horace sowie für ihre posthum erschienen Gedichtausgaben. Sie wurde von vielen namhaften späteren Schriftstellern, darunter John Dryden und John Keats, als einflussreich geschätzt.

## Leben

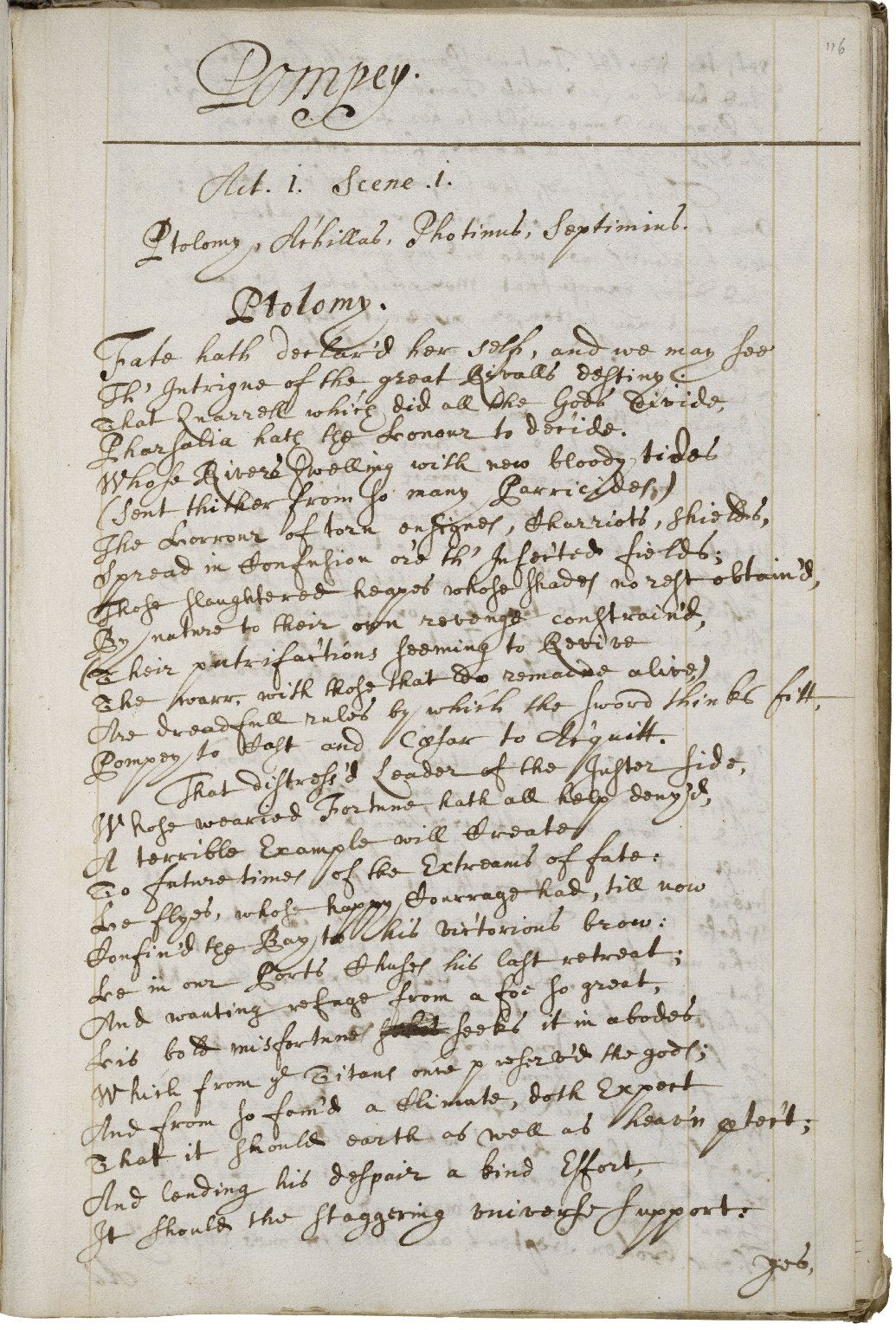
Manuskript-Kopie einer Dichtung von Katherine Philips, ca. 1670

Philips war die Tochter von John Fowler, einem presbyterianischen Tuchhändler aus Bucklersbury in der Nähe des Flusses in der City of London, und von Katherine Oxenbridge, deren Vater im medizinischen Bereich tätig war. Philips verfügte offenbar über ein gutes Gedächtnis und war intellektuell weit fortgeschritten und konnte nach Angaben eines Cousins von ihr bereits vor ihrem vierten Lebensjahr die Bibel lesen. Außerdem zeigte sie eine bemerkenswerte Sprachgewandtheit. Nach dem Tod ihres Vaters zog sie mit ihrer wieder verheirateten Mutter nach Wales. Von 1640 bis 1645 besuchte sie ein Internat, wo sie in einem Freundeskreis begann, Verse zu schreiben und französische Romanzen und Kavalierstücke schätzen zu lernen, aus denen sie später viele der Pseudonyme wählte, die sie den Mitgliedern ihres Freundeskreises gab. Diese Schule, die von einer Mrs. Salmon geleitet wurde, befand sich in Hackney, einer Hochburg der Frauenbildung zu jener Zeit. Philips brach auch mit den presbyterianischen Traditionen ihres Elternhauses, sowohl in der Religion als auch in der Politik, indem sie Mitglied der Church of England und eine glühende Monarchistin und Verehrerin des Königs und seiner Politik wurde.
Im Jahr 1647, als sie sechzehn Jahre alt war, heiratete Katherine Fowler den walisischen Parlamentarier James Philipps. Das Alter von James Philipps war lange Zeit umstritten, da man annahm, dass er am Tag der Hochzeit 54 Jahre alt war und damit 38 Jahre älter als Katherine. Die wiedergefundene Heiratsurkunde scheint jedoch zu belegen, dass James Philipps zum Zeitpunkt der Heirat nur 24 Jahre alt war. Das Paar hatte zwei Kinder, darunter einen Sohn namens Hector, der das Säuglingsalter nicht überlebte. Er wurde 1655 in London beigesetzt. Hectors Tod war das Thema einiger späterer Gedichte von Philips, wie Epitaph on Hector Philips und On the Death of my First and Dearest Childe. Ihre Tochter Katherine (* 1656) heiratete einen Lewis Wogan aus Pembrokeshire, und war die Mutter von fünfzehn Kindern, von denen aber nur eines überlebte.
The Society of Friendships hatten ihre Ursprünge im neuplatonischen Liebeskult, der in den 1630er Jahren von der französischen Gemahlin Karls I., Henrietta Maria, vom Kontinent importiert wurde. Die Mitglieder nahmen Pseudonyme an, die aus französischen Schäferromanen oder Kavaliersdramen stammten. Philips dramatisierte in ihrer Society of Friendship die Ideale, aber auch die Realitäten und Schwierigkeiten der platonischen Liebe. So trug die Gesellschaft dazu bei, einen literarischen Standard für ihre Generation zu schaffen, und Philips selbst wurde zum Vorbild für die Schriftstellerinnen, die ihr folgten. Ihr Haus in der Priory in Cardigan, Wales, wurde zum Zentrum einer Society of Friendship, deren Mitglieder sich gegenseitig mit Hirtennamen ansprachen: Philips war Orinda, ihr Mann Antenor und Charles Cotterel Poliarchus. The Matchless Orinda, wie sie von ihren Bewunderern genannt wurde, galt als „Apostelin der Frauenfreundschaft“ und weithin als Musterbeispiel für die ideale Schriftstellerin: tugendhaft, anständig und keusch. Häufig wurde sie der gewagteren Aphra Behn gegenübergestellt. Ihre Gedichte, häufig Gelegenheitsgedichte, feiern in der Regel die kultivierten Freuden der platonischen Liebe. Jeremy Taylor widmete ihr 1659 seinen Discourse on the Nature, Offices and Measures of Friendship, und Abraham Cowley, Henry Vaughan, Wentworth Dillon, der 4. Earl of Roscommon und der Richard Boyle, 1. Earl of Cork priesen ihr Talent.
1662 ging sie nach Dublin, um den Anspruch ihres Mannes auf bestimmte irische Ländereien durchzusetzen, die sie aufgrund der von Geldanlagen ihres verstorbenen Vaters in das britische Militär zu verlieren drohten. In Dublin stellte sie eine Übersetzung von Pierre Corneilles La Mort de Pompée fertig. Am 10. Februar 1663 wurde diese Adaption im Theatre Royal  in der Smock Alley in Dublin uraufgeführt. Die Premiere war wegen der politischen Untertöne des Stücks und der Anwesenheit des Lord Lieutenant of Ireland im Publikum bemerkenswert. Außerdem waren Theaterbesucher aus allen Schichten anwesend. Einige waren katholisch, hielten der Monarchie nach dem Krieg die Treue und wollten ihr Land für ihre Familien zurückgewinnen. Andere im Publikum waren protestantisch und fühlten sich aufgrund der ihnen gemachten Versprechungen zu eben diesen Ländereien berechtigt. Angesichts des angespannten politischen Klimas in Irland war das Theater nach dem englischen Bürgerkrieg und der Eroberung Irlands durch die Cromwells eine willkommene Flucht aus den politisch komplizierten Beziehungen zwischen Katholiken und Protestanten. Das Stück begann mit einem direkten heroischen Couplet, das die Idee eines erfolgreichen Kompromisses zwischen zwei Rivalen andeutete:
The mighty Rivals, whose destructive Rage

Did the whole World in Civil Arms engage,

Are now agreed, and make it both their Choice,

To have their Fates determin’d by your Voice.
Das Stück und seine Adaption wurden im Theater wie in den späteren Buchausgaben ein großer Erfolg. Mit ihrer Übersetzung betrat Philips Neuland: Es war die erste gereimte Fassung einer französischen Tragödie in englischer Sprache und das erste von einer Frau geschriebene englische Stück, das auf einer professionellen Bühne aufgeführt wurde.
Im März 1664 reiste Philips mit einer fast fertigen Übersetzung von Corneilles Horace zurück nach London, starb aber an den Pocken. Sie wurde in der Kirche St Benet Sherehog in der City of London beigesetzt, die später im Großen Brand von London zerstört wurde.

## Rezeption und Nachleben
Schon kurz vor ihrem Tod 1664 wurde eine Ausgabe ihrer Gedichte mit dem Titel Poems by the Incomparable Mrs. K.P. veröffentlicht; dabei handelte es sich um eine nicht autorisierte Ausgabe, die mehrere schwerwiegende Fehler enthielt. Nach ihrem Tod wurde 1667 eine autorisierte Ausgabe ihrer Gedichte unter dem Titel Poems by the Most Deservedly Admired Mrs. Katherine Philips, the Matchless Orinda gedruckt. Die Ausgabe enthielt auch ihre Übersetzungen von Pompée und Horace.
Edward Phillips, der Neffe von John Milton, stellte Katherine Philips über Aphra Behn und schrieb im Theatrum poetarum (1675), einer Liste der wichtigsten Dichter aller Zeiten und Länder, dass sie „die am meisten beklatschte […] Dichterin unserer Nation“ sei.
In moderner Zeit wird über die Sexualität von Katherine Philips spekuliert, insbesondere über die Beziehungen, die sie mit einigen ihrer weiblichen Freunde hatte. Hervorgehoben werden Andeutungen von weiblicher Intimität und Erotik in ihrem Werk. Tatsächlich schrieb sie viele ihrer Gedichte für oder über ihre Freundinnen Anne Owen und Mary Aubrey, die sie „Lucasia“ bzw. „Rosania“ nannte. Neben Fragen der politischen Autorität und dem Ausdruck ihrer royalistischen Überzeugungen befassen sich Philips Gedichte mit dem Wesen und dem Wert der Freundschaft zwischen Frauen. Sie selbst betonte aber stets deren platonischen Charakter und charakterisierte ihre Beziehungen als „Begegnung der Seelen“, wie in den folgenden Versen aus Zeilen aus To my Excellent Lucasia, on our Friendship (Verse 9–16):
For as a watch by art is wound

To motion, such was mine;

But never had Orinda found

A soul till she found thine;

Which now inspires, cures, and supplies,

And guides my darkened breast;

For thou art all that I can prize,

My joy, my life, my rest.
Erhalten ist eine Serie von Briefen, die Philips zwischen dem 6. Dezember 1661 und dem 17. Mai 1664 mit ihrem Freund Charles Cotterell austauschte, die wiedergefunden und unter dem Titel Letters from Orinda to Poliarchus 1705 und 1709 von Bernard Lintot veröffentlicht wurden. Die Briefe geben die literarische Atmosphäre ihres Kreises sehr gut wieder. In der Korrespondenz finden sich auch Hinweise auf Philips’ Zuneigung zu Anne Owen, insbesondere in einem Briefwechsel, in dem es um Philips’ Versuch geht, Owen davon zu überzeugen, Cotterell zu heiraten, um in ihrer Nähe zu bleiben, da Owen zu dieser Zeit verlobt war und plante, mit einem gewissen Marcus Trevor nach Dublin zu ziehen. Dieser Versuch sollte sich letztlich als erfolglos erweisen.
Upon the Double Murder of King Charles ist ein politischeres Werk als viele ihrer anderen Werke aus dieser Zeit. Auf Werken wie diesem beruht die Zurechnung von Philips zu den Royalisten, die die Monarchie von König Karl I. von England während des englischen Bürgerkriegs und des darauf folgenden englischen Interregnums unterstützten.
Philips inspirierte die Figur der „Orinda“, einer älteren Witwe, die in Liebesdingen überempfindlich ist und selbst Opfer der Liebe zu einer Frau wird, in der italienischen Tragödie Il Cromuele („Cromwell“) von Girolamo Graziani aus dem Jahr 1671, die in England während des Bürgerkriegs spielt.

## Weitere Literatur
Nachschlagewerke
- Philips, Katherine. In: Claire Buck (Hrsg.): The Bloomsbury Guide to Women’s Literature. Prentice Hall, New York City 1992, S. 911.
- Philips, Katherine. In: Janet Todd (Hrsg.): British Women Writers: a critical reference guide. Routledge, London 1989, S. 537–538.
- Philips, Katherine. In: Joseph Black (Hrsg.): The Broadview Anthology of British Literature: The Renaissance and the Early Seventeenth Century Vol 2. Broadview Press, Ontario 2006, S. 785–786.
- Juan de Dios Torralbo Caballero: Fugitive papers : Orinda's literary career, Bern ; New York : Peter Lang, 2023, ISBN 978-3-0343-4622-1

Papers
- Claudia A. Limbert: Katherine Philips: Controlling a Life and Reputation. In: South Atlantic Review. Band 56, Nr. 2, 1991, S. 27–42.
- Sarah Prescott: Archipelagic Coterie Space: Katherine Philips and Welsh Women’s Writing. In: Tulsa Studies in Women’s Literature. 2013.
- David Michael Robinson: Pleasant conversation in the seraglio: lesbianism, platonic love, and Cavendish’s Blazing World. In: Eighteenth Century: Theory and Interpretation. Band 44, 2003, S. 133 f.
- Kamille Stone Stanton: Panting Sentinels: Erotics, Politics and Redemption in the Friendship Poetry of Katherine Philips. In: Comitatus: A Journal of Medieval and Renaissance Studies. Band 38, Fall, 2007, ISSN 1557-0290, S. 71–86.
- Paul Trolander und Tenger Zeynep: Katherine Philips and Coterie Critical Practices. In: Eighteenth-Century Studies. Band 37, Nr. 3, 2004, S. 367–387.